# Viva la vie
Viva la vie és una pel·lícula francesa de Claude Lelouch estrenada el 1984.

## Argument
Michel Perrin, important industrial, i Sarah Gaucher, actriu famosa, no tenen a priori res en comú... i tanmateix, desapareixen misteriosament tots dos el mateix dia, a la mateixa hora. I, sobretot, reapareixen tres dies més tard com si res no hagués passat ! Allò que podria semblar no ser més que una torbadora coincidència, però el fenomen es reprodueix de la mateixa manera poc temps després...

## Repartiment
- Michel Piccoli: Michel Perrin
- Charlotte Rampling: Catherine Perrin
- Laurent Malet: Laurent Perrin
- Jean-Louis Trintignant: François Gaucher
- Évelyne Bouix: Sarah Gaucher
- Charles Aznavour: Édouard Takvonian
- Tanya Lopert: Julia
- Raymond Pellegrin: comissari Barret / Georges
- Charles Gérard: Charles
- Anouk Aimée: Anouk
- Myriam Boyer: Pauline
- Patrick Depeyrrat
- Marylin Even
- Philippe Laudenbach: professor Sternberg
- Denis Lavant: el repartidor de caviar
- Martin Lamotte: el periodista de TV
- Ged Marlon: l'empresari
- Mado Maurin: la mare de François
- Jacques Nolot: l'inspector
- Isaach de Bankolé

## Al voltant de la pel·lícula
- La pel·lícula s'obre amb una entrevista radiofònica de Claude Lelouch demanant expressament als espectadors que no revelin el final de la pel·lícula.